# Lagonegro
Lagonegro é uma comuna italiana da região da Basilicata, província de Potenza, com cerca de 6.146 habitantes. Estende-se por uma área de 112 km², tendo uma densidade populacional de 55 hab/km². Faz fronteira com Casalbuono (SA), Casaletto Spartano (SA), Lauria, Moliterno, Montesano sulla Marcellana (SA), Nemoli, Rivello.

## Demografia
| Variação demográfica do município entre 1861 e 2011                               |
|                                                                                   |
| Fonte: Istituto Nazionale di Statistica (ISTAT) - Elaboração gráfica da Wikipedia |